# Rampamuffe

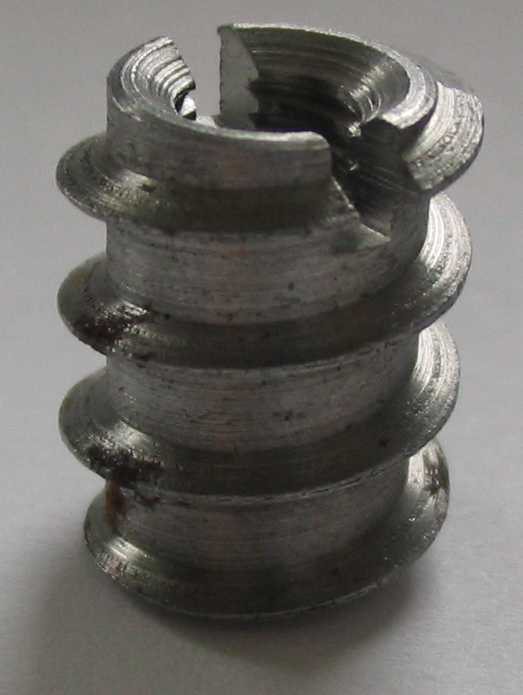
RAMPA-Muffe

Die Rampamuffe ist eine Einschraubmutter mit metrischem Innengewinde und (zumeist) Holzaußengewinde. Sie wurde 1905 vom Zimmermann Hans Hermann Brügmann für den besseren Halt einer (Metall-)Schraube in Holz erfunden. Inzwischen wird sie insbesondere im Möbelbau als beliebig oft lösbare Verbindung verwendet.
Es gibt sie heute in vielen verschiedenen Ausführungen. In ihrer Standardform hat sie einen Schlitz an einem Ende, der es erlaubt, sie mit einem breiten Schraubenzieher in ein vorgebohrtes Sackloch oder Durchgangsloch mit angepasstem Durchmesser in ein Bauteil einzudrehen. Dabei schneidet deren grobes Holzschraubenaußengewinde in die Holz- bzw. Holzwerkstoffwandung und wirkt dort sowohl form- als auch kraftschlüssig. Alternativ findet man modernere Bauformen für Innensechskant-Werkzeuge (INBUS). Anschließend kann eine metrische Schraube zur Verbindung von Bauteilen in die Rampamuffe eingeschraubt werden.
Spezialausführungen gibt es zum Eindrehen in Stein, Metall und Kunststoff anstatt in Holz. Beispiel ist die Verwendung von Einschraubmuttern in Motorblöcken von Verbrennungsmotoren, wenn das originale Gewinde ausgerissen ist (eine andere Lösung hierfür sind Gewindeeinsätze).
Im Laufe der Zeit ist der Begriff Rampamuffe zu einem Synonym für die Holzeinschraubmutter (DIN 7965) geworden, obgleich der Name RAMPA ein geschützter Markenname der Firma RAMPA aus Büchen ist.